# هوينه تان تاي
هوينه تان تاي (بالفيتنامية: Huỳnh Tấn Tài)‏ هو لاعب كرة قدم فيتنامي في مركز الوسط، ولد في 17 أغسطس 1994 في محافظة لونغ أن في فيتنام. شارك مع منتخب فيتنام تحت 20 سنة لكرة القدم ومنتخب فيتنام تحت 23 سنة لكرة القدم. أما مع النوادي، فقد لعب مع Long An FC ‏.

## وصلات خارجية
- هوينه تان تاي على موقع قاعدة بيانات كرة القدم.إي يو (الإنجليزية)
- هوينه تان تاي على موقع Soccerway.com (الإنجليزية)